# Eva Nansen
Eva Helene Nansen (født Sars, 17. december 1858 - 9. december 1907) var en berømt norsk mezzosoprasanger. Hun var også en pioner for skiløb for kvinder.

## Personlige liv
Eva blev født i Christiania (nu Oslo) og var datter af præst og zoologisk professor, Michael Sars (1805-1869) og dennes kone Maren Sars (1811-1898). Hun var søster til biologen Georg Ossian Sars og historikeren Ernst Sars. Gennem sin mor var hun niece af digteren og kritikeren Johan Sebastian og forfatteren Elisabeth Welhaven  og kusine til arkitekten Hjalmar Welhaven og politimesteren Kristian Welhaven .
I september 1889 giftede hun sig med polarforskeren Fridtjof Nansen, som senere vandt Nobels fredspris for sit arbejde med flygtninge. Ægteparret fik flere børn, herunder Odd Nansen, en bemærkelsesværdig arkitekt.
Hun døde af lungebetændelse den 9. december 1907 i Lysaker.

## Karriere
Eva Sars studerede i fem år med sin søster Mally og sin svoger, baritonsanger og komponist, Thorvald Lammers. Hendes debut som operasangerinde kom i 1881 i Musikforeningen, en forløber for Oslo Filharmoniske Orkester.  Hun studerede med Désirée Artôt i Berlin i 1886 og 1887. Hun specialiserede sig i den romantiske sangform og fik sin koncertdebut som romantisk mezzosopran i 1886. Hun optrådte til adskillige koncerter, nationalt og internationalt, imellem 1880 og 1900.  Inkluderet i hendes operarepertoire var "Elsas drøm" fra Wagner's Lohengrin og "Gretchen" fra Schumanns scener fra Goethes Faust.  Hendes skandinaviske koncertture sammen med pianisten Erika Lie Nissen blev mødt med stor entusiasme. Hun blev betragtet som en af Norges mest fremtrædende romantiske sangerinder. Hendes sidste offentlige koncert fandt sted i december 1899, da hun udførte den nyligt sammensatte Haugtussasangcyklus, baseret på Arne Garborgs digte af Edvard Grieg.
Hun bidrog også musikalt til samlinger i sin mors hjem, som før 1898 var et mødested for liberale og intellektuelle; det er blevet kaldt "Christianias første salon".

## Skipioner
Eva Sars (Nansen) var en kompetent skiløber. Hun og Cecilie Thoresen Krog tiltrak sig opmærksomhed som de eneste piger på Husebyrennet-skibshændelsen, da de ankom på ski. Senere kom hun til at have stor indflydelse på indførelsen af kvinder ret til at deltage i vintersport på lige fod med mænd. I påsken 1892 blev hun formentlig den første kvinde til at krydse Hardangervidda bjergplateau på ski, da hun gjorde det med sin mand, Fridtjof Nansen. Ved denne lejlighed havde hun et for tiden noget udfordrende skikostume designet af Nansen selv og lavet af hende, hvor hendes nederdel kun nåede hende lidt under knæene. I artiklen Skiløbningen, der blev offentliggjort i avisen Verdens Gang i marts 1893, argumenterede hun mod dem, der moraliserede sig mod kvinders skiløb.